# هادی آلومینیومی تقویت شده با فولاد

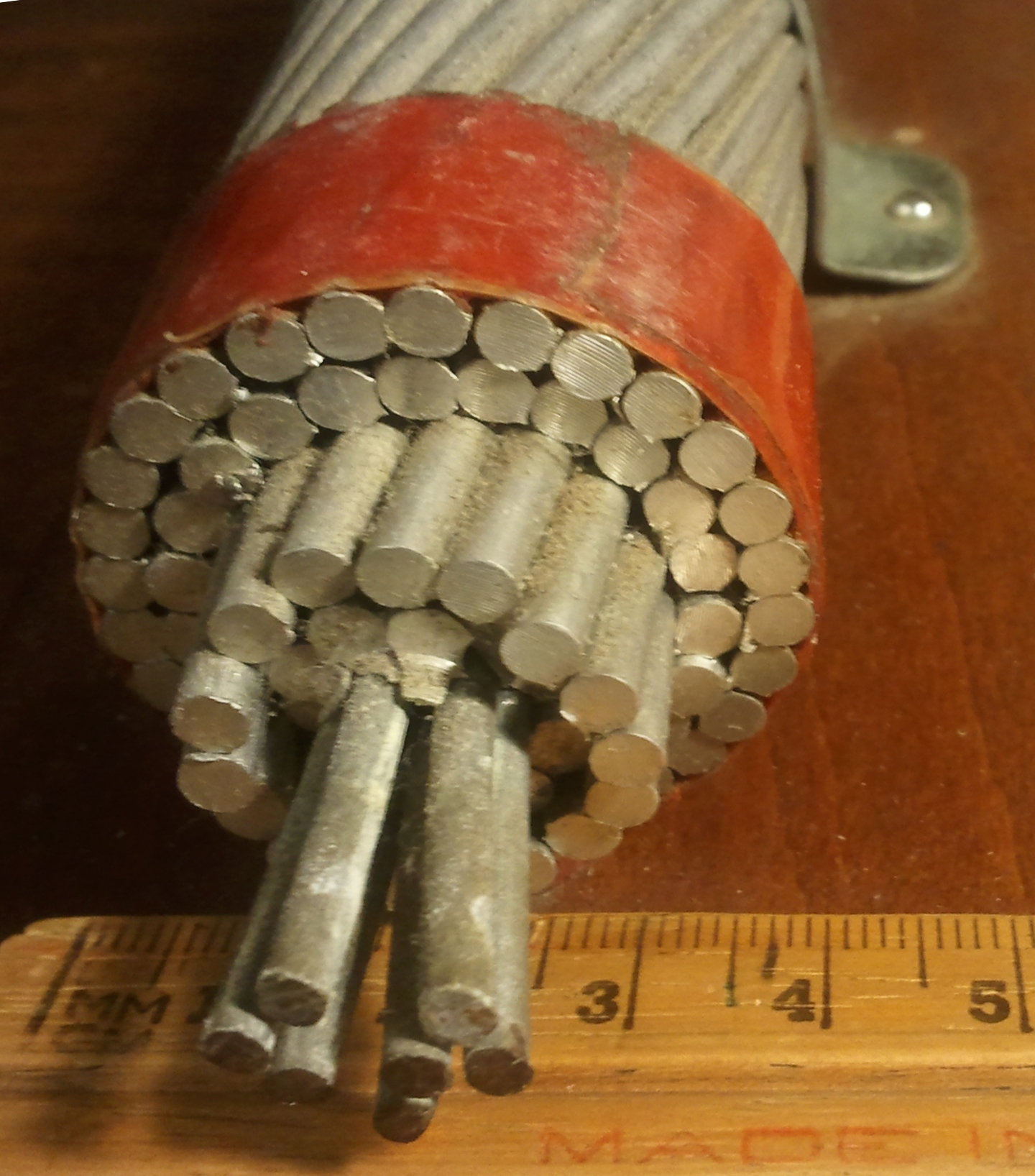
نمونه‌ای از مقطع یک هادی ای‌سی‌اس‌آر

هادی آلومینیومی تقویت شده با فولاد یا اِی‌سی‌اِس‌آر (به انگلیسی: ACSR) نوعی هادی در خطوط انتقال هوایی است که برای رسیدن به مقاومت مکانیکی مشخص از مغز فولادی بهره می‌برد. هستهٔ فولادی این کابل گالوانیزه شده است و به تناسب اندازهٔ کابل ممکن است از یک یا چند رشتهٔ فولاد به‌هم‌تابیده تشکیل شده باشد. مطابق استاندارد ای‌اس‌تی‌ام بین‌الملل در رشته‌های آلمینیومی این هادی از آلمینیوم سخت 1350-H19 استفاده می‌شود. این رشته‌ها به دور هستهٔ فولادی تابیده می‌شوند. به تناسب مورد مصرف کابل، ظرفیت جریان و استقامت مکانیکی آن با استفاده از تغییر نسبت بین آلمینیوم و فولاد تنظیم می‌شود. مشخصهٔ اصلی این هادی‌ها مقاومت مکانیکی بالا نسبت به وزنشان و نیز کم شکم دادن است و به همین دلیل در اسپن‌های طولانی که مسئلهٔ فشار زیاد به دکل مطرح است می‌توانند مفید باشند.